# Сабрина Карпентър
Сабрина Ан Лин Карпентър (на английски: Sabrina Ann Lynn Carpenter) е американска актриса, певица и авторка на песни.

## Биография и творчество
Родена е на 11 май 1999 г. в Лихай Вали, Пенсилвания, САЩ. Премества се в Лос Анджелис, където започва кариерата си още като малка с удивителния си глас. Печели трето място в конкурс за пеене, воден от Майли Сайръс.
Участва в сериала „Райли в големия свят“ по Дисни Ченъл, където играе Мая Харт – най-добрата приятелка на главната героиня, която се играе от Роуън Бланшарт. Роуън и Сабрина са най-добри приятелки във и извън сериала, след като се запознават на кастингите. Снимките започват в началото на 2013 и до 2015 г. са готови 20 епизода – 1 сезон, който ги прави известни.
През 2014 г. излизат първите ѝ популярни песни The Middle of Starting Over и Can't Blame a Girl for Trying. На 14 април 2015 г. излиза 1-вият албум на Сабрина с 12 песни – „Eyes Wide Open“. Тя пее песните си с подгласие на нейната сестра – Сара Карпентър, която я придружава навсякъде (концерти, изпълнения, награди, събития на червения килим).
В края на месец април 2015 г. Сабрина печели златното „Арди“ на Radio Disney за XoXo Best Crush Song срещу „One Direction“ и Ник Джонас (другите номинирани).
На 22 февруари Карпентър обявява заглавието на дебютния си албум „Eyes Wide Open“. Той е предшестван от пилотния сингъл „We’ll Be The Stars“, който е пуснат в продажба на 13 януари 2015 г. Първоначално тя предпочита датата 21 април, но датата е променена и целият албум е издаден на 14 април 2015 г. През 2015 г. тя печели Music Award Radio Disney в категорията „Best Crush Song“ за песента си „Can't Blame a Girl for Trying“.
От 2016 г. Карпентър озвучава Мелиса Чейс в „Законът на Майло Мърфи“, анимационен сериал на Disney Channel. През същата година на 14 октомври издава втория си албум "EVOLution"
През 2024 г. Сабрина пуска на 23 август албума си "Short n’ Sweet", а през 2025 тя издава “Short n’ Sweet (Deluxe)”, който включва 5 допълнителни песни, като едната от тях е ремикс на песента “Please Please Please” с участието на Доли Партън.

## Дискография

### Студийни албуми
- Eyes Wide Open (2015)
- Evolution (2016)
- Singular: Act I (2018)
- Singular: Act II (2019)
- Emails I Can't Send (2022)
- Short 'n Sweet (2024)
- Man’s Best Friend (2025)

### EP
- Can't Blame a Girl for Trying (2014)
- Pandora Sessions (2017)
- Fruitcake (2023)